# 파빈 다바스

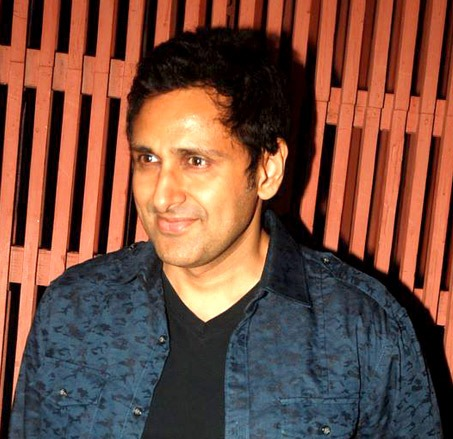

파빈 다바스(Parvin Dabas, 1974년 7월 12일 ~ )는 인도의 배우, 모델이다.
델리에서 태어났다.

## 영화
- 라기니 MMS 2 (2014년)
- 잘파리: 더 데저트 머메이드 (2012년)
- 내 이름은 칸 (2010년)
- 월드 언씬 (2007년)
- 미이라 비기닝 (2006년)
- 나는 간디를 죽이지 않았다 (2005년)
- 완벽한 남편 (2003년)
- 몬순 웨딩 (2001년)